# Telecadena Pérez Perry
Telecadena Pérez Perry fue una cadena de televisión nacional que operaba en Puerto Rico desde 1960, hasta su quiebra en 1981. Fue fundada por Rafael Pérez Perry y su estación cabecera era WKBM-TV (canal 11 en San Juan).

## Historia

### Antecedente
Rafael Pérez Perry, pionero de la radio puertorriqueña, había fundado la estación WIPR con sus transmisores en la ciudad de Arecibo y operado desde sus instalaciones en San Juan. Pérez Perry trasladó las operaciones de su estación de radiodifusión a la ciudad de Mayagüez y el 20 de febrero de 1958 inició las transmisiones de WSUR-TV en Ponce a través del canal 9, convirtiéndose en la primera estación que pertenecía a Pérez Perry a través de la empresa American Colonial Broadcasting Corporation.

### Inauguración y desarrollo
No fue hasta 1960 que la Comisión Federal de Comunicaciones (FCC) finalmente concedió a Pérez Perry la licencia para operar WKBM-TV. El 22 de abril de 1960 comenzaron oficialmente las emisiones de WKBM-TV en el canal 11 de San Juan, y posteriormente se llamó «Telecadena Pérez Perry».
Entre los espectáculos que Telecadena Pérez Perry transmitió al aire a través de los años fueron: Se Alquilan Habitaciones, Una Hora Contigo y Tira y Tapate con Myrta Silva, Yo Soy el Gallo con José Miguel Class, El Show de Carmita con Carmita Jiménez, El Show de Lissette con Lissette Alvarez, El Show de Iris Chacón con Iris Chacón, El Hit del Momento y Super Show Goya con Enrique Maluenda, Lillian Hurst, y Luz Odilea Font, Una Chica Llamada Ivonne Coll con Ivonne Coll, Cambia Cambia con Alfred D. Herger, Almorzando y Del Brazo con Ruth Fernández, La Criada Malcriada con Norma Candal y Circular del Medio Día con Vilma Carbia, entre otros.
Además Telecadena Pérez Perry emitió telenovelas y producciones importadas de sus socios de Perú, realizadas por Panamericana Televisión (donde se denominaba como Panamericana Televisión Puerto Rico Inc.), y de Venezuela, realizadas por Venevisión (donde se denominaba como Venevisión de Puerto Rico).
Bajo el liderazgo de Pérez Perry Canal 11 se convirtió en el primer canal de televisión en Puerto Rico con su informativo El 11 en Las Noticias, con un panel de periodistas y un presentador de noticias. Entre los periodistas de noticias de televisión que comenzaron sus carreras en el Canal 11 fueron Silvia Gómez, Pedro Zervigón y Carmen Jovet. Contaba la emisión de reportajes internacionales, como de Estados Unidos y Venezuela. También hubo programas de opinión como Puerto Rico.
Las transmisiones de la Telecadena Pérez Perry se originaban en el canal 11 de San Juan, y su señal era retransmitida por los canales 8 de Guayama (W08AB-TV) y 9 de Ponce (WSUR-TV); el 12 de octubre de 1974 fue inaugurado el canal 44 de Aguadilla (WVEO) para mejorar la cobertura en el oeste. Recibió diferentes reconocimientos de los Premios Agüeybaná.

### Salida del aire
Rafael Pérez Perry falleció el 10 de mayo de 1978, debido a un ataque al corazón mientras trabajaba en un transmisor de Canal 11 en el Cerro La Marquesa, que se encuentra en el pueblo de Aguas Buenas. Sus hijos continuaron para ejecutar las operaciones de Pérez Perry empresas hasta el 4 de septiembre de 1981, cuando se declaró en bancarrota y las operaciones de WKBM-TV cesaron; el último programa emitido fue el informativo Noche a Noche.

## Eventos posteriores y nueva señal
En 1986, Lorimar Telepictures adquirió la estación desde la Corte de bancarrota y cambió su señal llamada a la corriente WLII. El canal fue denominado TeleOnce con un nuevo lema: Una vez Tele... Vívelo. Sus instalaciones se encontraban en ese entonces en Puerta de Tierra. Fue posteriormente vendido a Malrite Communications Group en 1991, y en los años posteriores Malrite se fusionó con Raycom Medios en 1998.
En 2002, Univisión celebró un contrato de comercialización local con Raycom Medios para operar WLII y WSUR-TV. En ese momento, WLII tenía un acuerdo de comercialización local de toda la vida con otra estación de Puerto Rico, que era Univisión. Tanto WLII y WSUR-TV fueron vendidos a Univision Communications en 2005, y luego Univisión compró WSTE a finales de 2007.

## Imagen corporativa
Generalmente su imagen o logotipo era una ficha de dominó del doble uno, como referencia al 11, número del canal, y a su vez al nombre de la señal (WKBM). La mascota era un oso. La voz oficial del canal en la identificación y las promociones era Luis Antonio Cosme.[cita requerida]

## Eslóganes
- 1969: Estamos en algo
- 1973-1974: La estación donde esta la acción
- 1977-1980: ¡Dominando!
- 1978: El doble uno dominando
- 1979: Cambia para lo nuevo del doble uno
- Algo bueno está pasando por la Telecadena Pérez Perry
- ¡Sirviendo a todo Puerto Rico!